# Daniel Redmond
Daniel Stephen Redmond (ur. 2 marca 1991 w Liverpoolu) – angielski piłkarz występujący na pozycji pomocnika w Hamilton Academical.